# بازی قدرت (فیلم ۲۰۰۳)
بازی قدرت (به انگلیسی: Power Play) یک فیلم سینمایی اکشن آمریکایی محصول سال ۲۰۰۳ به کارگردانی جوزف زیتو با بازی دیلن والش، آلیسون ایستوود، توبین بل است.

## داستان
یک گزارشگر تلاش می‌کند بفهمد که چرا آمریکا دچار بحران انرژی شده‌است و بعد از اتفاقاتی که در زلزله می‌افتد عده‌ای غریبه به سمت او شلیک می‌کنند و…

## تولید
بیشتر صحنه‌های این فیلم در کوریتیبا برزیل فیلم‌برداری شده‌است.